# Son of Ali Baba
Son of Ali Baba is een Amerikaanse film uit 1952 van Kurt Neumann met in de hoofdrollen Tony Curtis en Piper Laurie.
Tegenwoordig wordt Son of Ali Baba gezien als een cultfilm, maar in 1952 was de film een grote hit in de bioscopen. Het is een echte avonturenfilm die speelt op een exotische locatie en met veel zwaardgevechten en romantische tussendoortjes. De film is te vergelijken met een ander kassucces van Curtis en Laurie The Prince Who Was a Thief uit 1951. Hetzelfde soort verhaal, dezelfde locaties en dezelfde hoofdrolspelers in technicolor. Het werd in de wandeling een "Oriental Horse Opera" (een goedkope western spelend in de Oriënt) genoemd. Het publiek smulde er in ieder geval van.
Dat de film van status is veranderd is ten dele te denken aan Michael en Harry Medved, de schrijvers van het boek The Golden Turkey Awards (1980). In dit boek "reiken" de schrijvers prijzen uit aan de slechtste films en acteurs. In de categorie 'Slechtste Acteur Aller Tijden" nomineerden de Medveds, Richard Burton, John Agar, Victor Mature en Tony Curtis. Met name het vette accent van de uit de Bronx afkomstige Curtis in Son of Ali Aba was voor de auteurs een bron van vermaak. Ze citeerden Curtis bijvoorbeeld als volgt: "Yonda lies da kassle of my fodda, da collif". Overigens is dit citaat een eigen leven gaan leiden. Vaak wordt gedacht dat Curtis zou hebben gezegd "Yonda lies da castle of my fadda"  in de film The Black Shield of Falworth. Maar het citaat komt echt uit Son of Ali Baba. Overigens "won" Richard Burton de Golden Turkey.

## Verhaal
Na zijn avonturen met de veertig rovers is de legendarische Ali Baba een rijk en gerespecteerd man geworden die woont in Bagdad. Hij heeft inmiddels een zoon, Kashma, die de officiersopleiding volgt en cadet is in het leger. Tijdens zijn verjaardagsfeest wordt Kashma geconfronteerd met Hussein, de zoon van de kalief. De twee cadetten mogen elkaar niet en er volgt een messengevecht. Het eindigt met een smadelijke nederlaag voor Hussein die in het zwembad wordt geworpen. De volgende dag krijgt Kashma bezoek van Kiki, een danseres. Haar schoonheid betovert Kashma en hij laat het meisje binnen, onwetend van het feit dat ze een spion is voor de vader van Hussein, de kalief. De bediende van Kashma ontdekt echter dat Kiki een bedriegster is en Kashma dwingt haar te vertellen wie ze is. Ze vertelt dat ze de hofdame is van prinses Azura van Marokko en dat de prinses is ontvoerd door de kalief. Kashma verbergt het meisje in het paleis van zijn vader en dat blijkt een goede voorzorgsmaatregel want niet lang daarna doorzoeken de mannen van de kalief Kashma's woning. Het blijkt dat Kiki de prinses Azura zelf is en degene die haar heeft laten ontsnappen wacht de doodstraf. Mustafa, een vriend van Kashma die toevallig aanwezig is, wordt gevangengenomen en opgesloten in de kerker. Maar de kapitein van de cadetten, Youssef, zorgt ervoor dat Mustafa kan ontsnappen. De woedende kalief verzamelt zijn leger om het paleis van Ali Baba aan te vallen, maar de meeste cadetten weigeren om mee te vechten. Ondertussen stelt Kashma "Kiki" voor aan zijn jeugdvriendin Tala, een knappe vrouw en scherpschutter. Hij zegt ook tegen zijn vader dat hij verliefd is op "Kiki". De volgende morgen komt echter Mustafa aan bij het paleis en onthult dat Kiki eigenlijk de prinses Azura is. Omdat het leger van de kalief nadert, vlucht Kashma met Azura, Mustafa en Tala naar de heuvels. Het paleis van Ali Baba wordt ingenomen door de kalief en gebrandschat. Als Kashma terugkeert naar het paleis van zijn vader om te ontdekken dat de kalief Ali Baba heeft ontvoerd en achter diens schatten aanzit. Voor Kashma iets kan doen wordt hij door Hussein bewusteloos geslagen en het paleis in brand gestoken. Azura redt de zoon van Ali Baba met gevaar voor eigen leven. Ze onthult dat de kalief haar dwong tot spionage nadat hij haar moeder, de prinses Karma, had gevangengezet. Maar de verbitterde Kashma gelooft haar niet. Samen met Mustafa, Tala en de zoons van de veertig rovers trekt hij ten strijde tegen de kalief. In de stad probeert de kalief om de Sjah die op bezoek is ervan te overtuigen dat Ali Baba is gedood tijdens een poging de prinses Azura te ontvoeren. Maar Ali Baba is niet dood. Hij wordt samen met prinses Kama uit de gevangenis gered door Kashma. Een pijl van Tala doodt de kalief en een woedende Hussein beveelt nu dat Kashma moet sterven. Azura weet de cadetten van kapitein Youssef te overtuigen het paleis aan te vallen en zij ontzetten de rebellen die in het nauw waren gedreven door Husseins troepen. Al snel behalen de rebellen de overwinning. Als Hussein probeert te ontsnappen, wordt hij gezien door Kashma en in een duel met de laatste gedood. De Sjah bedankt zijn trouwe vriend Ali Baba en benoemt hem tot kalief. Kashma en Azura ten slotte treden in het huwelijk.

## Rolverdeling
| Acteur           | Personage          |
| ---------------- | ------------------ |
| Tony Curtis      | Kashma Baba        |
| Piper Laurie     | Prinses Azura/Kiki |
| Susan Cabot      | Tala               |
| William Reynolds | Mustafa            |
| Hugh O'Brian     | Hussein            |
| Victor Jory      | de kalief          |
| Gerald Mohr      | Youssef            |
| Leon Belasco     | Babu               |
| Morris Ankrum    | Ali Baba           |

## Productie
De opnames vonden plaats tussen 9 augustus en 13 september 1951. Aanvankelijk was Budd Boetticher aangetrokken als regisseur. Maar Boetticher werd op het laatste moment op een ander project Bronco Busters gezet en vervangen door Kurt Neumann.